# RCA-Reinigung
RCA-Reinigung (engl. RCA clean) – sehr selten auch modifizierte Huang-Reinigung – ist ein Verfahren zur Scheibenreinigung (Wafer-Reinigung) in der Mikroelektronik.

## Bestandteile
Der nasschemische Reinigungsprozess wurde in den 1960er Jahren durch W. Kern und D. Puotinen im Auftrag der Radio Corporation of America (RCA) entwickelt und 1970 erstmals veröffentlicht.
Das RCA-Verfahren besteht aus zwei verschiedenen Bädern:
- „Standard Clean 1“ (SC-1):  Ammoniumhydroxid (= Ammoniakwasser), Wasserstoffperoxid, DI-Wasser im Verhältnis 1:1:5 bis 1:2:7 (Entfernung von Partikeln und organischen Verunreinigungen)
- „Standard Clean 2“ (SC-2): Salzsäure, Wasserstoffperoxid, DI-Wasser im Verhältnis 1:1:6 bis 1:2:8 (Entfernung metallischer Verunreinigungen)

Beide Bestandteile wurden gewöhnlich bei 75–85 °C und Prozesszeiten von 1 bis 5 Minuten (früher auch 10 bis 20 Minuten) eingesetzt.

### Standard Clean 1
Die Partikelentfernung im SC-1-Bad beruht auf zwei Vorgängen:
- Da Wasserstoffperoxid stark oxidierend wirkt, beginnen Waferoberfläche und Partikel zu oxidieren, was dazu führt, dass die Adhäsionskräfte zwischen Partikel und Wafer abnehmen und sich die Partikel dadurch im SC1-Bad lösen können.
- Das Ammoniumhydroxid ätzt die Waferoberfläche an und unterätzt somit die Partikel. Ebenso entsteht durch die Hydroxidionen eine negative Ladung des Wafers und der Partikel, was eine Abstoßung vorhandener Partikel bewirkt und zugleich einer erneuten Anlagerung der Partikel vorbeugt.

Die SC-1-Reinigung wird auch als RCA-1, APM (Ammonium-Peroxid-Mischung) oder Huang-A bezeichnet.

### Standard Clean 2
SC-2 wird verwendet, um metallische (und einige organische) Verunreinigungen des Wafers zu entfernen. Dazu muss man ein hohes Oxidationspotential mit einem niedrigen pH-Wert kombinieren.
Die anhaftenden Metalle werden durch die Salzsäure in ihre löslichen Metallchloridverbindungen überführt. Anschließend wird die Waferoberfläche durch das Wasserstoffperoxid, aufgrund der Bildung einer Metalloxidschicht, passiviert.
Organische Verbindungen, die dem Wafer anhaften, werden einfach durch das Wasserstoffperoxid oxidiert.
Die SC-2-Reinigung wird auch als RCA-2, HPM (Hydrochlorid-Peroxid-Mischung) oder Huang-B bezeichnet.

## Nachteile
- RCA erzeugt eine große Menge an chemischen Dämpfen, die abgesaugt werden müssen, um zu verhindern, dass die Dämpfe in den Reinraum gelangen. Außerdem verändert sich durch das Ausgasen langsam die Konzentration der Lösung.
- Da SC-1 die Oberfläche anätzt, entsteht eine gewisse Oberflächenrauheit durch den Reinigungsprozess.

## Veränderungen des RCA-Prozesses
Im Laufe der Zeit wurde der RCA-Prozess verändert, da er Chemikalien und hochreines DI-Wasser in sehr großen Mengen verbraucht. Nur wenige Firmen wenden den RCA-Prozess noch in seiner ursprünglichen Form an.
Heutzutage werden stark verdünnte Lösungen (bis zu 100-mal dünner) genutzt, sie besitzen die gleiche oder eine bessere Reinigungseffizienz als die Originallösung. Zum Beispiel könnte das Mischungsverhältnis 1:4:50 anstatt 1:1:5 betragen.
Zudem sind dünnere Lösungen ein großes Plus an Arbeitssicherheit und Gesundheit und reduzieren den Chemikalienverbrauch drastisch.
Weitere Veränderungen betreffen die eingesetzten Badtemperaturen, die ggü. dem ursprünglichen Verfahren zum Teil deutlich abgesenkt wurden. Zwar ist eine höhere Temperatur bei der SC-1-Reinigung grundsätzlich vorteilhaft, da diese mit einer erhöhten Siliziumdioxid-Ätzrate die Unterätzung und somit die Ablösung von Partikeln fördert, aber die stärkere Ätzung führt auch zu mehr und mehr unerwünschten Schichtdickenänderungen sowie durch den Oxidations-Ätz-Prozess von Silizium zu einer Oberflächenaufrauung. Niedrigere Temperaturen (60 °C bis hinunter zu 30 °C) ermöglichen unter Einsatz von Megaschall eine ähnliche Partikelreinigungswirkung mit deutlich geringerer (vernachlässigbar kleiner) Ätzung von Silizium bzw. Siliziumdioxid.
Ein heute nicht mehr angewandter Prozessschritt ist der sogenannte HF-Dip, bei dem die Wafer kurz in eine verdünnte (1–2 %) Flusssäure getaucht werden. Es hat sich gezeigt, dass durch das Anätzen die Siliziumoberfläche attraktiv für organische Verunreinigungen wird.
Grund für den bleibenden Erfolg der RCA-Reinigung ist die gute Verfügbarkeit von Chemikalien und DI-Wasser. Mit neuen Entwicklungen wie der Vor-Ort-Erzeugung der Prozessmedien können sehr hohe Reinheitsgrade erreicht werden.